# Thẻ vàng

Thẻ vàng

Thẻ vàng là hình phạt cho cầu thủ bóng đá khi cầu thủ đó phạm lỗi (điều 12). Các lỗi thường thấy là câu giờ, đẩy người, kéo áo. Đội có cầu thủ vi phạm sẽ phải chịu cú đá phạt trực tiếp (nếu phạm lỗi ngoài khu vực 16m50) hoặc phạt đền từ phía đối phương (nếu phạm lỗi trong khu vực 16m50). Cầu thủ bị phạt hai thẻ vàng (theo nghĩa gián tiếp 2 thẻ vàng bằng 1 thẻ đỏ) hoặc một thẻ đỏ trực tiếp sẽ bị đuổi khỏi sân và không được thay thế bằng cầu thủ dự bị.

## Lịch sử
Trước khi chiếc thẻ vàng và thẻ đỏ ra đời, mỗi khi trọng tài muốn cảnh cáo hoặc phạt nặng bằng cách truất quyền thi đấu của một cầu thủ nào có mặt trên sân, trọng tài phải gọi anh ta đến và nói: "Tôi cảnh cáo anh vì lỗi …!", rồi sau đó báo cho đội trưởng của anh ta biết.
Tuy nhiên cái khó cho trọng tài, đặc biệt đối với các trận đấu quốc tế là nhiều khi ngôn ngữ của họ sử dụng khác tiếng nói của cầu thủ trên sân thì vô cùng bất tiện và làm cho huấn luyện viên, khán giả trên sân luôn thắc mắc, không hiểu chuyện gì đã xảy ra. Có khi cầu thủ dù hiểu ý trọng tài nhưng cứ làm bộ không biết gì, khiến cuộc chơi phải dừng lại khá lâu mỗi khi án phạt được ban ra từ tiếng còi của trọng tài.
Ý tưởng bắt nguồn từ trọng tài bóng đá Anh Ken Aston. Aston đã được bổ nhiệm vào Ủy ban Trọng tài FIFA và chịu trách nhiệm cho tất cả các trọng tài tại World Cup 1966. Trong vòng tứ kết, đội tuyển Anh gặp đội tuyển Argentina tại sân vận động Wembley. Sau trận đấu, các tờ báo cho biết trọng tài Rudolf Kreitlein đã cảnh báo cả Bobby và Jack Charlton, cũng như đuổi Antonio Rattin của Argentina ra khỏi sân. Trọng tài đã không đưa ra quyết định rõ ràng trong trận đấu, và HLV người Anh Alf Ramsey đã tiếp cận FIFA sau trận đấu để làm rõ các quyết định này. Sự kiện này khiến Aston suy nghĩ về cách thức để đưa ra quyết định của trọng tài rõ ràng hơn cho cả người chơi và khán giả. Aston nhận ra rằng một chương trình mã hóa màu dựa trên nguyên tắc tương tự được sử dụng trên đèn giao thông (vàng - thận trọng, đỏ - dừng) sẽ vượt qua rào cản ngôn ngữ và làm rõ việc các cầu thủ bị cảnh cáo hoặc đuổi khỏi sân.
Đến vòng chung kết giải vô địch bóng đá thế giới 1970 tại México, FIFA đã cho áp dụng thẻ vàng và thẻ đỏ trên các sân cỏ thế giới. Sự ra đời của nó đã được nhiều người hoan nghênh, ủng hộ.
Ban đầu thẻ được làm bằng giấy, nhưng hiện nay, thẻ được làm bằng chất liệu nhựa có thể sử dụng trong điều kiện trời mưa, và chống được ẩm mốc khi tiếp xúc với mồ hôi của trọng tài. Đặc biệt, màu sắc của thẻ có độ phản quang mạnh, để phân biệt với màu của mặt cỏ và dễ nhìn thấy trong mọi điều kiện thời tiết. Loại thẻ này được sản xuất tại Thụy Sĩ theo tiêu chuẩn của FIFA để cung cấp cho các trọng tài quốc tế. Loại thẻ này còn có ưu điểm là ở mặt sau có chia sẵn các ô ghi thứ tự số áo của các cầu thủ, và trọng tài chỉ cần thao tác đơn giản là dùng bút chì đánh dấu vào đó.
Hiện nay, trang bị chính thức của FIFA dành cho trọng tài gồm thẻ vàng, thẻ đỏ và một cuốn sổ tay có kèm theo bút chì để trọng tài ghi thông tin các cầu thủ đã bị phạt thẻ vào trong sổ.

## Hậu quả
Một cầu thủ sẽ được cảnh cáo và sau đó nhận một thẻ vàng có thể tiếp tục chơi trong trận đấu. Một cảnh cáo đó là "cảnh báo đầu tiên trong một trận đấu". Nếu nhận thẻ vàng thứ hai thì hai thẻ vàng sẽ tương ứng được đổi thành một thẻ đỏ và cầu thủ đó bị đuổi khỏi sân, không được thay bằng cầu thủ dự bị.
Trong một giải đấu lớn như Euro, World Cup cầu thủ bị phạt 2 thẻ vàng trong 2 trận khác nhau sẽ bị cấm thi đấu trận kế tiếp (sau trận bị phạt thẻ thứ hai). Tuy nhiên, họ có thể được xem xét xoá thẻ khi đội tuyển của họ vào đến trận bán kết. Các thẻ vàng và thẻ đỏ của cầu thủ sẽ được chuyển đến trận đấu và giải đấu quốc tế khác nếu như đội đó không còn trận thi đấu ở giải hiện tại.
Huấn luyện viên, cầu thủ dự bị và cổ động viên cũng có thể bị phạt thẻ vàng nếu phạm những lỗi tương tự và cũng bị áp dụng luật cấm ra sân trong trận đấu kế tiếp như cầu thủ.
Trong các giải đấu có áp dụng bảng xếp hạng, một thẻ vàng sẽ tương ứng với 1 điểm trừ, khi xét chỉ số fair-play để phân định kết quả cho các đội có cùng chỉ số. Một thẻ đỏ gián tiếp sẽ tương ứng với 3 điểm trừ, một thẻ đỏ trực tiếp sẽ tương ứng với 3 điểm trừ, một thẻ vàng và một thẻ đỏ trực tiếp sẽ tương ứng với 4 điểm trừ.

## Những lỗi bị phạt thẻ vàng
- Có hành vi phi thể thao.
- Có lời lẽ hoặc hành động phản đối lại quyết định của trọng tài.
- Liên tục vi phạm luật.
- Trì hoãn trận đấu (câu giờ), kể cả trong loạt sút luân lưu.
- Không tuân thủ quy định về cự ly trong những quả phạt gián tiếp, trực tiếp, phạt góc, phạt đền, ném biên, sút luân lưu.
- Tùy tiện ra khỏi hoặc vào sân mà không có sự đồng ý của trọng tài
- Cởi áo khi thay người (chân vẫn đặt trong ranh giới sân), kể cả khi mặc áo giữ nhiệt ở trong.
- Cởi áo ăn mừng (bàn thắng) khi trận đấu vẫn đang diễn ra (chưa hết trận), kể cả khi mặc áo giữ nhiệt ở trong.
- Đòi hỏi trọng tài kiểm tra VAR quá nhiều lần.
- Tự ý vào khu vực trọng tài đang kiểm tra VAR.

## Ngoại lệ
Vào ngày 22 tháng 6 năm 2006, trọng tài người Anh Graham Poll đã rút tới 3 thẻ vàng dành cho hậu vệ Josep Simunic của đội Croatia trong trận vòng bảng F giữa hai đội Croatia và Australia ở World Cup 2006. Ông Poll cảnh cáo thẻ vàng đầu tiên đối với Josep Simunic ở phút thứ 62. Ở phút 90, ông rút thẻ vàng thứ hai đối với Simunic nhưng lại không rút thẻ đỏ truất quyền thi đấu của cầu thủ này như luật quy định. 3 phút sau thẻ vàng thứ hai của Simunic, Poll thổi còi kết thúc trận đấu. Tỷ số là 2 - 2 đồng nghĩa với Croatia bị loại. Simunic nói gì đó với ông Poll và ông này tỏ vẻ rất giận dữ, đẩy anh ta ra và rút thẻ vàng thứ 3 cảnh cáo hậu vệ này. Sau đó là thẻ đỏ.